# 백영훈
백영훈(白永勳, 1930년 7월 20일~2023년 10월 16일)은 대한민국의 경제학자이다.
1961년 박정희 정부의 차관 교섭 사절단의 한 사람으로서 서독의 경제부 노동국장을 만나 5000명의 광부들과 2000명의 간호조무사들을 서독에 파견하는 조건으로 3000만 달러의 상업차관을 받는 협상을 했다.
《한강에 흐르는 라인강의 기적》 등 다수의 저서가 있고, 국민훈장 모란장을 비롯하여 많은 상훈을 수여받았다.

## 학력
- 고려대학교 상과대학 졸업
- 서울대학교 상과대학 대학원 졸업(경제학 석사)
- 독일 에르랑겐 대학 대학원 졸업(경제학 박사)

## 약력
- 중앙대학교 상과대학 교수
- 경제개발계획자문위원회 위원
- 재단법인 한국산업개발연구소 설립 및 소장
- 중화학공업추진위원회 위원
- 중앙대학교 재단이사
- 지역균형발전기획단 자문위원
- 중소기업정책위원회 위원장
- 재단법인 한국방위산업학회 회장
- 재단법인 한국산업개발연구원 원장
- 한국질서경제학회 회장
- 1976년~1979년: 제9대 국회의원(유신정우회)
- 1979년~1980년: 제10대 국회의원(유신정우회)

## 역대 선거 결과
|  | 0% |

|  | 0% |